# Cyrtodactylus angularis
Cyrtodactylus angularis este o specie de șopârle din genul Cyrtodactylus, familia Gekkonidae, ordinul Squamata, descrisă de Worthington George Smith în anul 1921. Conform Catalogue of Life specia Cyrtodactylus angularis nu are subspecii cunoscute.